# Mady Rahl
Mady Rahl, nascida Edith Gertrud Meta Raschke (3 de janeiro de 1915 - 29 de agosto de 2009), foi uma atriz alemã. Rahl era famosa nos anos 30 por sua participação nos estúdios Babelsberg. A atriz em toda sua carreira participou de mais de 60 filmes, sendo os de maior impacto Querida Animal e A Dama de Preto. Morreu de câncer em 29 de agosto de 2009.